# Никитин, Дмитрий Степанович
Дмитрий Степанович Никитин (2 [14] февраля 1898, c. Верхний Стужень — 11 февраля 1971, Зелёное Поле) — снайпер 91-го гвардейского стрелкового полка (33-я гвардейская стрелковая дивизия, 51-я армия, 4-й Украинский фронт), гвардии рядовой, затем заместитель командира отделения 1085-го стрелкового полка (322-я стрелковая дивизия, 60-я армия, 1-й Украинский фронт), младший сержант. Имел на своём счету 42 уничтоженных солдата противника.

## Биография
Дмитрий Степанович Никитин родился в крестьянской семье в селе Верхний Стужень Старооскольского уезда Курской губернии. Окончил 3 класса школы. В 1918—1921 годах участвовал в Гражданской войне в составе Красной армии. После коллективизации работал в колхозе кузнецом. В 1934 году переехал в город Сталино, работал в стройконторе. В 1941 году поселился в селе Зелёное Поле.

### Великая Отечественная война
В сентябре 1943 года Больше-Янисольским райвоенкоматом Сталинской области он вновь был призван в ряды Красной армии. На фронтах Великой Отечественной войны с октября 1943 года.
Приказом по 91-му гвардейскому полку от 15 февраля 1944 года за мужество и героизм в боях против немецко-фашистских захватчиков и за то, что в период боёв 20 января — 10 февраля 1944 года в обороне возле села Львово в Николаевской области (в настоящее время в Херсонской области) метким огнём уничтожил 9 солдат противника снайпер, гвардии красноармеец Никитин был награждён медалью «За отвагу».
В период с 17 по 21 апреля 1944 года во время прорыва укреплённой линии обороны противника и овладению высотами на левом берегу реки Бельбек севернее города Севастополь гвардии красноармеец Никитин огнём своей снайперской винтовки уничтожил 23 солдата противника. 18 апреля в бою за высоту, находясь в боевых порядках, гранатами выбивал солдат противника из траншей, уничтожив 4-х солдат. Приказом по 33-й гвардейской стрелковой дивизии от 5 мая 1944 года он был награждён орденом Славы 3-й степени.
При прорыве укреплений противника на левом берегу реки Бельбек возле села Бельбек в период 24 — 28 апреля 1944 года гвардии красноармеец Никитин метким огнём своей снайперской винтовки уничтожил 22 солдата противника. Приказом по 2-й гвардейской армии от 24 мая 1944 года он был награждён орденом Славы 2-й степени.
Младший сержант Никитин 15 апреля 1945 года в бою в районе населённого пункта Кобержице в 12 км севеверо-восточнее города Опава в числе первых ворвался в расположение противника, гранатами и огнём из винтовки подавил 3 пулемётных точки. Приказом по 322 стрелковой дивизии от 13 июня 1945 года он был повторно награждён орденом Славы 3-й степени.

### Послевоенная жизнь
Младший сержант Никитин был демобилизован в 1945 году. Вернулся в село Зелёное Поле. Работал кузнецом в колхозе «Дружба». Указом Президиума Верховного Совета СССР от 31 марта 1956 года был перенаграждён орденом Славы 1-й степени. Скончался Дмитрий Степанович Никитин 11 февраля 1971 года.